# McLea-Nunatak
Der McLea-Nunatak ist ein Nunatak im ostantarktischen Viktorialand. In den Prince Albert Mountains ragt er zwischen dem Richards-Nunatak und dem Sharks Tooth auf.
Die Südgruppe einer von 1962 bis 1963 dauernden Kampagne im Rahmen der New Zealand Geological Survey Antarctic Expedition benannte ihn nach Quentin McLea, Funker auf der Scott Base und Verantwortlicher für die Kommunikation mit der Südgruppe.